# Boaz Meylink
Boaz Meylink (Deventer, 22 marzo 1984) è un canottiere olandese, vincitore della medaglia di bronzo nell'8 con a Rio de Janeiro 2016.

## Palmarès
- Giochi olimpici

Rio de Janeiro 2016: bronzo nell'8.
- Mondiali

Chungju 2013: oro nel 4 senza.
Aiguebelette-le-Lac 2015: bronzo nell'8.
- Europei

Siviglia 2013: oro nel 4 senza.
Račice 2017: bronzo nell'8.